# Attalea racemosa
Attalea racemosa Spruce 1871 es una especie de planta de la familia Arecaceae.

## Hábitat
Es una palma acaule, solitaria, que crece en los bosques del noroccidente de la Amazonia, en Colombia y Venezuela.

## Descripción
Tiene 10 a 12 hojas erectas, con raquis de 5 m de longitud y cien pinas de cada lado. La inflorescencia emerge al centro entre las hojas, presenta flores masculinas con 50 raquilas y femeninas con 25 raquilas cada una y bráctea leñosa.
El fruto es ovoide, de 5 cm de ancho por 9 cm de largo, prolongado en el ápice. Contiene una a tres semillas comestibles, de sabor semejante al del coco obtenido de la especie Cocos nucifera; y de las cuales se extrae aceite.

## Taxonomía
Attalea racemosa  fue descrita por Richard Spruce y publicado en Journal of the Linnean Society, Botany 11: 166. 1871.
Etimología
Attalea: nombre genérico que conmemora a Atalo III Filometor, rey de Pérgamo en Asia Menor, 138-133 antes de Cristo, que en el ocaso de su vida se interesó por las plantas medicinales.
racemosa: epíteto latino que significa "con racimos".
Sinonimia
- Attalea ferruginea Burret.
- Orbignya racemosa (Spruce) Drude[4][5][6]